# Graptodytes fractus
Graptodytes fractus é uma espécie de insetos coleópteros pertencente à família Dytiscidae.
A autoridade científica da espécie é Sharp, tendo sido descrita no ano de 1882.
Trata-se de uma espécie presente no território português.